# Máriam Martínez-Bascuñán
Máriam Martínez-Bascuñán Ramírez (Madrid, 21 de juliol de 1979) és una politòloga espanyola, especialista en teoria política i social i teoria feminista. Entre el 2018 i el 2020 va ser directora d'opinió del diari El País.
Llicenciada en dret, es va doctorar en ciències polítiques per la Universitat Autònoma de Madrid (UAM) amb la lectura de Teoría política de la diferencia: Iris Marion Young,, una tesi dirigida per Rafael del Águila. Va ampliar els seus estudis de Ciència Política i Dret a l'Institut d'Estudis Polítics de París. Va treballar com investigadora visitant a la Universitat de Chicago —on va treballar amb Iris Marion Young— i a la Universitat de Colúmbia de Nova York.
Professora de Ciència Política de la UAM, imparteix classes de Teoria Política, Ciència Política i Teoria Feminista. Ha publicat articles d'opinió en mitjans i revistes especialitzades en aquest tema. També ha treballat en temes de democràcia deliberativa i comunicativa i sobre política de migracions.
Ha publicat a revistes acadèmiques com Journal World Political Science, Revista Española de Investigaciones Sociológicas, Isegoría o la Revista Española de Ciencia Política.
Associada com a Columnista del diari El País des del juny del 2016, amb l'arribada a la direcció del diari El País de Soledad Gallego-Díaz, Martínez-Bascuñán va assumir el juny del 2018 la direcció de la secció d'opinió del mitjà, en substitució de José Ignacio Torreblanca, càrrec que mantindria fins al 2020.
Va ser una de les signants del manifest Renovar el pacte constitucional publicitat el juny de 2018, en què 60 personalitats de l'àmbit jurídic, de la ciència política i de la història van demanar una reforma federal a Espanya per sortir del "atolladero catalán".
El 2024 és Professora de Ciència Política de la UAM i continua col·laborant amb El País.

## Publicacions
- Martínez Bascuñán, Máriam. Género, emancipación y diferencia(s). La teoría política de Iris Marion Young.  Plaza & Valdés, 2012.[5]

- Vallespín, Fernando; Bascuñán, Máriam M. Populismos.  Madrid: Alianza Editorial, 2017.[6][7]